# Asha Platform
Asha (Platform), также известная как Meltemi — мобильная операционная система, предназначенная для смартфонов бюджетного класса. Разрабатывалась компанией Nokia с 2012 года на базе MeeGo (система собственной разработки) и SmarterphoneOS (продукт норвежской компании Smarterphone, которую приобрела Nokia). Платформа наследует черты интерфейса Symbian, Maemo и MeeGo и заменяет S40 на слабых устройствах Nokia. Разработка интерфейса возглавлялась Питером Скилменом, который ранее разрабатывал дизайн WebOS и MeeGo для Nokia N9.
Поскольку в 2011—2013 годах компания Nokia отказывалась от собственных разработок операционных систем, название Meltemi не упоминалось в рекламных материалах и пресс-релизах. Вместо этого было решено использовать обезличенное название Asha.
Первым телефоном на базе платформы является Nokia Asha 501. Модели-преемники: Asha 500, Asha 502, Asha 503, которые были представлены на Nokia World в октябре 2013 года.
Приложения разработаны на JavaME и Web-apps , которые открываются в Nokia Xpress. Платформа работает на Nokia API. Мобильной платформе не хватает многозадачности, но приложения: Музыка, Радио, MixRadio, Nokia Xpress, WhatsApp работают в фоновом режиме. При переходе на домашний экран из приложения, а потом в Fastlane приложение на самом деле закрывается, а не сворачивается.
В июле 2014 было заявлено, что в рамках сокращения Microsoft прекратит разработку Asha.
В декабре 2015 года браузер Nokia Xpress прекращает свою работу, в качестве его замены на всех устройствах будет установлен браузер Opera Mini.

## Развитие платформы

### Asha 1.0
Java APIs: HERE API, Nokia Gesture API, Nokia Frame Animator API,File Selection API, Image Scaling API, Network State API, Contact API, Phone Settings API, JSR 172 (Web Services), JSR 177 (Security and Trust), JSR 179 (Location), JSR 211 (Content Handler), JSR 234 (Multimedia Supplements), JSR 256 (Mobile Sensor API), JSR-238 (Mobile Internationalization), JSR 75 (File and PIM), JSR 82 (Bluetooth), JSR 118 (MIDP 2.1), JSR 135 (Mobile Media), JSR 139 (CLDC 1.1), JSR 184 (3D Graphics), JSR 205 (Messaging), JSR 226 (Vector Graphics).
Поддерживаемые устройства: Nokia Asha 501

### Asha 1.1
Представлено 5 декабря 2013 года
Нововведения по сравнению с Asha Platform 1.0:
- Java APIs: Share API, VoIP API
- WhatsApp
- доступ в камеру с экрана блокировки
- отправка фото одним касанием
- Fastlane более защищена и более интегрирована с соц. сетями
- Microsoft Exchange ActiveSync

Поддерживаемые устройства: Nokia Asha 503, Nokia Asha 502, Nokia Asha 500, Nokia Asha 501

### Asha 1.2
Нововведения по сравнению с Asha Platform 1.1:
- Java APIs: нет
- 3G

Поддерживаемые устройства: Nokia Asha 503

### Asha 1.4
Представлено 7 апреля 2014 года.
Нововведения по сравнению с Asha Platform 1.1 (1.2)
- Java APIs: —
- MixRadio[англ.][12]
- автоматическая синхронизация фото в облачное хранилище OneDrive
- отправка файлов в облачное хранилище OneDrive
- новые режимы фотосъемки: панорама, автопортрет (с голосовыми указаниями)
- Fastlane ещё более интегрирована с соц. сетями[13]
- обновления контактов в социальных сетях, которые будут отображаться в Fastlane
- родительский контроль[14]
- назначенные приложения
- объединение контактов в группы
- режим экономии энергии

Поддерживаемые устройства: Nokia Asha 503, Nokia Asha 502, Nokia Asha 500, Nokia Asha 501, Nokia Asha 230

## Устройства
| Устройство     | Год выпуска | Экран         | Камера           | Связь                | Dual-Sim |
| -------------- | ----------- | ------------- | ---------------- | -------------------- | -------- |
| Nokia Asha 501 | 2013        | 3", 240x320   | 3 Мп             | 2G, Wi-Fi, Bluetooth | Дa       |
| Nokia Asha 500 | 2013        | 2,8", 240x320 | 2 Мп             | 2G, Wi-Fi, Bluetooth | Да       |
| Nokia Asha 502 | 2013        | 3", 240x320   | 5 Мп., Led-Flash | 2G, Wi-Fi, Bluetooth | Да       |
| Nokia Asha 503 | 2013        | 3", 240x320   | 5 Мп., Led-Flash | 3G, Wi-Fi, Bluetooth | Да       |
| Nokia Asha 230 | 2014        | 2,8", 240x320 | 1,3 Мп           | 2G, Wi-Fi, Bluetooth | Да       |

## Критика
- Интернет-издательство The Verge отметило, что данная платформа является признанием Nokia, что они не могут выдвигать Windows Phone как платформу для бюджетных устройств.[20]

## Конкурирующие продукты
- Android
- Firefox OS